# Karl Dornseiff
Karl August Wilhelm Louis Georg Dornseif (* 18. April 1812 in Gedern; † 19. April 1886 in Gießen) war ein hessischer Anwalt und Abgeordneter.
Karl Dornseif war der Sohn des Gießener Hofgerichtssekretärs Friedrich Georg Ludwig Dornseiff († 1836) und dessen Ehefrau Friederike Louise Sophie, geborene Melior († 1821). Dornseif, der evangelischer Konfession war, heiratete Auguste geborene Melior.
Dornseiff studierte ab 1829 Rechtswissenschaften an der Universität Gießen. Nach dem Studium war er Hofgerichtsakzessist am Hofgericht Gießen und wurde 1840 Advokat und Prokurator in Gießen. Ab 1880 war er als Rechtsanwalt am Landgericht Gießen zugelassen. 1883 wurde er zum Dr. jur. h. c. promoviert und 1885 zum Justizrat ernannt. Er war Vorstandsmitglied der Landessynode und der Anwaltskammer.
1873 ernannte ihn Großherzog Ludwig III. zum Mitglied der Ersten Kammer der Landstände des Großherzogtums Hessen auf Lebenszeit. Er legte am 2. Oktober 1873 seinen Abgeordneteneid ab.